# Nikołaj Żylcow
Nikołaj Wasiljewicz Żylcow (ros. Николай Васильевич Жильцов, ur. 24 listopada 1898 we wsi Michiei w guberni riazańskiej, zm. 6 czerwca 1954 w Gorkim) – radziecki polityk.
1915-1918 kształcił się w szkole rolniczej, od 1918 do czerwca 1919 agronom powiatowego oddziału rolniczego w Piotrogrodzie, od września 1918 w RKP(b). Od czerwca 1919 do stycznia 1921 żołnierz Armii Czerwonej, od stycznia 1921 do kwietnia 1922 członek kolegium powiatowego oddziału rolnego w guberni riazańskiej, od kwietnia 1922 do czerwca 1923 kierował Morozowo-Borkowskim w guberni riazańskiej, później był kierownikiem i dyrektorem kilku sowchozów w guberni leningradzkiej/obwodzie leningradzkim. Od września 1937 do sierpnia 1938 przewodniczący komitetu wykonawczego rady rejonowej w obwodzie leningradzkim, od sierpnia 1938 do kwietnia 1941 I zastępca przewodniczącego Komitetu Wykonawczego Leningradzkiej Rady Obwodowej, od kwietnia 1941 do lipca 1946 ludowy komisarz/minister rolnictwa RFSRR, od 24 czerwca 1946 do 17 marca 1950 przewodniczący Komitetu Wykonawczego Gorkowskiej Rady Obwodowej. Odznaczony Orderem Lenina (1944) i Orderem Czerwonego Sztandaru Pracy (4 kwietnia 1939).